# 皮萨列夫斯科耶市镇
皮萨列夫斯科耶市镇（俄语：Писаревское муниципальное образование）是俄罗斯联邦伊尔库茨克州图伦区所属的一个市镇。其下辖有个居民点，行政中心为国家育种站第四部。据2016年统计，该市镇的人口为2368人。